# NCIS: Los Angeles (2.ª temporada)
A segunda temporada de NCIS: Los Angeles começou em 21 de setembro de 2010 e terminou dia 17 de maio de 2011, tendo um total de 24 episódios. A série foi renovada para a terceira temporada.

## Elenco
| Participante | Participante | Participante | Participante | Participante | Participante        |
| ------------ | ------------ | ------------ | ------------ | ------------ | ------------------- |
|              | Principal    |              | Recorrente   |              | Convidado/Flashback |

| Personagem                | Ator/atriz           | Cargo                            | Participante |
| ------------------------- | -------------------- | -------------------------------- | ------------ |
| G. Callen                 | Chris O'Donnell      | Agente especial do NCIS          |              |
| Sam Hanna                 | LL Cool J            | Agente Especial do NCIS          |              |
| Kensi Blye                | Daniela Ruah         | Agente Especial do NCIS          |              |
| Marty Deeks               | Eric Christian Olsen | Detetive de Ligação LAPD - NCIS  |              |
| Henrietta "Hetty" Lange   | Linda Hunt           | Gerente de Operações do NCIS     |              |
| Eric Beal                 | Barrett Foa          | Operador técnico do NCIS         |              |
| Nell Jones                | Renée Felice Smith   | Analista de Inteligencia do NCIS | Ep.11-24     |
| Nell Jones                | Renée Felice Smith   | Analista de Inteligencia do NCIS | Ep.1-10      |
| Dr. Nathaniel "Nate" Getz | Peter Cambor         | Psicologo do NCIS                |              |
| Lauren Hunter             | Claire Forlan        | Gerente operacional NCIS         |              |
| Ami Rand                  | Alicia Coppola       | Agente do FBI                    | Ep.5         |
| Tracy Keller              | Marisol Nichols      |                                  | Ep.6         |
| Assan Rafiq               | Christopher Judge    |                                  | Ep.7         |
| Hans Christian Kemp       | Cliff Simon          |                                  | Ep.13        |
| Leon Vance                | Rocky Carroll        | Diretor de NCIS                  | Ep.24        |

- Tem Mais 2 Convidados que nao estao presente na lista, pois não foi achado o nome do personagem deles.

## Episódios
| Sequência | Episódios | Título             | Direção               | Escrito por                       | Data de exibição        | Audiência EUA (em milhões) |
| --- | --------- | ------------------ | --------------------- | --------------------------------- | ----------------------- | -------------------------- |
| 25 | 1         | "Human Traffic"    | James Whitmore, Jr.   | Shane Brennan                     | 21 de setembro de 2010  | 15.76                      |
| Quando Deeks desaparece durante uma operação, a equipe do NCIS começa uma investigação para encontrar um de seus colegas. O departamento de polícia de Los Angeles que quer o NCIS fique longe do caso quando um detetive é morto. Personagem recorrente: Peter Cambor como Dr. Nate Getz. |           |                    |                       |                                   |                         |                            |
| 26 | 2         | "Black Widow"      | Kate Woods            | Dave Kalstein                     | 21 de setembro de 2010  | 13.60                      |
| A morte de um agente do NCIS é investigada pela equipe, que logo descobre que o assassinato é obra de um esquadrão de assassinos. |           |                    |                       |                                   |                         |                            |
| 27 | 3         | "Borderline"       | Terrence O'Hara       | R. Scott Gemmill                  | 28 de setembro de 2010  | 16.51                      |
| Kensi e Deeks vão ao deserto em busca de marinheiros que caíram em uma emboscada. Nate está de volta de sua missão secreta. Personagem recorrente: Peter Cambor como Dr. Nate Getz. |           |                    |                       |                                   |                         |                            |
| 28 | 4         | "Special Delivery" | Tony Wharmby          | Gil Grant                         | 5 de outubro de 2010    | 16.15                      |
| Um marinheiro com uma missão de alta segurança é encontrado morto e sem uma das mãos em Beverly Hills. Sua morte parece estar ligada a uma viagem recente ao Iraque. Primeira aparição de: Nell Jones                                                                                      |           |                    |                       |                                   |                         |                            |
| 29 | 5         | "Little Angels"    | Steven DePaul         | Frank Military                    | 12 de outubro de 2010   | 16.05                      |
| A equipe do NCIS deve correr contra o tempo para salvar a filha de um almirante que foi enterrada viva. O caso está ligado a um homem que já está na cadeia por três assassinatos semelhantes.                                                                                             |           |                    |                       |                                   |                         |                            |
| 30 | 6         | "Standoff"         | Dennis Smith          | Joseph C. Wilson                  | 19 de outubro de 2010   | 16.00                      |
| A ex-parceira de Callen, Tracy Keller (Marisol Nichols), organiza o sequestro de um centro de recrutamento da marinha. Callen conversa com ela para descobrir mais sobre um carregamento de misseis que foi roubado.                                                                       |           |                    |                       |                                   |                         |                            |
| 31 | 7         | "Anonymous"        | Norberto Barba        | Christina M. Kim                  | 26 de outubro de 2010   | 15.99                      |
| Um grupo de terroristas com rostos alterados por cirurgias plásticas dão trabalho à equipe, que luta para encontrar a única testemunha capaz de reconhecê-los. |           |                    |                       |                                   |                         |                            |
| 32 | 8         | "Bounty"           | Félix Enríquez Alcalá | Dave Kalstein                     | 9 de novembro de 2010   | 15.61                      |
| Terroristas procurados e informações sigilosas fazem parte da mais nova investigação da NCIS, que começa com o sequestro e assassinato de um sargento aposentado. |           |                    |                       |                                   |                         |                            |
| 33 | 9         | "Absolution"       | Steven DePaul         | R. Scott Gemmill                  | 16 de novembro de 2010  | 15.81                      |
| Parte 1: Quando o caderno com informações ultra secretas de um vendedor de antiguidades desaparece, Hetty envia a equipe de NCIS para recuperá-lo. |           |                    |                       |                                   |                         |                            |
| 34 | 10        | "Deliverance"      | Tony Wharmby          | Frank Military e Shane Brennan    | 23 de novembro de 2010  | 14.96                      |
| Parte 2: A equipe continua a procurar o livro com os segredos de segurança máxima. |           |                    |                       |                                   |                         |                            |
| 35 | 11        | "Disorder"         | Jonathan Frakes       | David Kalstien e Gill Grant       | 14 de dezembro de 2010  | 16.82                      |
| O único sobrevivente de um tiroteio é um ex-oficial da Inteligência da Marinha que sofre de estresse pós-traumático. Enquanto a equipe investiga o que realmente aconteceu, Kensi acaba se conectando ao sobrevivente mais profundamente, o que pode ajudar a solucionar o caso.           |           |                    |                       |                                   |                         |                            |
| 36 | 12        | "Overwatch"        | Karen Gaviola         | Lindsay Sturman                   | 11 de janeiro de 2011   | 18.13                      |
| A equipe de NCIS descobre um sistema de monitoramento experimental da marinha quando um corpo contendo um resíduo secreto é roubado da sala de autópsia. Enquanto isso, Callen desafia Hetty no paredão de escalada.                                                                       |           |                    |                       |                                   |                         |                            |
| 37 | 13        | "Archangel"        | Tony Wharmby          | R. Scott Gemmill e Shane Brennan  | 18 de janeiro de 2011   | 17.29                      |
| A equipe de NCIS tenta encontrar o responsável pelo roubo de um documento importante do Pentágono antes que o código para decifrá-lo seja quebrado pelas pessoas erradas. |           |                    |                       |                                   |                         |                            |
| 38 | 14        | "Lockup"           | Jan Eliasberg         | Christina M. Kim e Frank Military | 1 de fevereiro de 2011  | 17.70                      |
| Para que o NCIS consiga encontrar o grupo terrorista responsável por diversos bombardeios em várias partes do mundo, Sam deve entrar disfarçado em uma prisão federal. Personagem recorrente: Peter Cambor como Dr. Nate Getz.                                                             |           |                    |                       |                                   |                         |                            |
| 39 | 15        | "Tin Soldiers"     | Terrence O'Hara       | R. Scott Gemmill                  | 8 de fevereiro de 2011  | 17.16                      |
| Callen descobre uma operação de falsificação de chips de computadores ao nocautear um invasor em sua casa. Um ex-agente da KGB ajuda a equipe a encontrar o mais recente carregamento da operação.                                                                                         |           |                    |                       |                                   |                         |                            |
| 40 | 16        | "Empty Quiver"     | James Whitmore        | Dave Kalstein                     | 15 de fevereiro de 2011 | 16.80                      |
| Em episódio que homenageia a conhecida série da década de 70 "CHiPs", Callen e Sam se disfarçam de oficiais da CHP para investigar uma operação militar ilegal envolvendo também policiais.                                                                                                |           |                    |                       |                                   |                         |                            |
| 41 | 17        | "Personal"         | Kate Woods            | Joseph C. Wilson                  | 22 de fevereiro de 2011 | 18.58                      |
| Depois que Deeks é baleado durante uma visita a uma loja de conveniências, a equipe de NCIS investiga se o ferimento foi causado em um assalto comum ou se alguém queria realmente machucar Deeks.                                                                                         |           |                    |                       |                                   |                         |                            |
| 42 | 18        | "Harm's Way"       | Tony Wharmby          | Shane Brennan                     | 1 de março de 2011      | 15.67                      |
| Quando a equipe recebe a missão de resgatar o filho de um princípio e recapturar o líder de um grupo terrorista, Nate volta a se juntar à sua equipe no Iêmen para dar uma mão. Personagem recorrente: Peter Cambor como Dr. Nate Getz.                                                    |           |                    |                       |                                   |                         |                            |
| 43 | 19        | "Enemy Within"     | Steven DePaul         | Lindsay Sturman                   | 22 de março de 2011     | 16.56                      |
| NCIS deve determinar se um político venezuelano corre o risco de ser assassinado. Tudo isso está conectado ao desaparecimento de um comandante da inteligência da Marinha. |           |                    |                       |                                   |                         |                            |
| 44 | 20        | "The Job"          | Terrence O'Hara       | Frank Military & Christina M. Kim | 29 de março de 2011     | 15.34                      |
| Quando uma instalação segura da base da Marinha é violado, a equipe deve determinar o que foi alvo de roubo. A fim de cumprir a missão, Kensi deve ir disfarçada. |           |                    |                       |                                   |                         |                            |
| 45 | 21        | "Rocket Man"       | Dennis Smith          | Roger Director                    | 12 de abril de 2011     | 15.46                      |
| Eric vai disfarçado pela primeira vez para se certificar de que a tecnologia de satélite permanece seguro a pedido do Departamento de Defesa dos Estados Unidos (DOD) depois de um especialista em motor de foguete acaba morto na câmara de ensaio.                                       |           |                    |                       |                                   |                         |                            |
| 46 | 22        | "Plan B"           | James Whitmore, Jr.   | Dave Kalstein & Joseph C. Wilson  | 3 de maio de 2011       | 14.16                      |
| Para proteger seu melhor amigo e principal informante, Deeks retoma um antigo pseudônimo que ele não gosta muito. |           |                    |                       |                                   |                         |                            |
| 47 | 23        | "Imposters"        | John P. Kousakis      | R. Scott Gemmill                  | 10 de maio de 2011      | 14.74                      |
| Um homem fingindo ser um SEAL da Marinha é incendiado, levando a NCIS a encontrar informações sobre a localização de um item roubado, de um caso do passado, que poderia ser usado para fazer uma bomba. Personagem recorrente: Claire Forlani como Lauren Hunter.                         |           |                    |                       |                                   |                         |                            |
| 48 | 24        | "Família"          | James Whitmore, Jr.   | Shane Brennan                     | 17 de maio de 2011      | 15.61                      |
| Depois da renúncia repentina de Hetty, Callen e sua equipe tentam desvendar o mistério por trás de seu desaparecimento. Personagens recorrentes: Rocky Carroll como Diretor de NCIS Leon Vance e Claire Forlani como Lauren Hunter.                                                        |           |                    |                       |                                   |                         |                            |